# RJ12

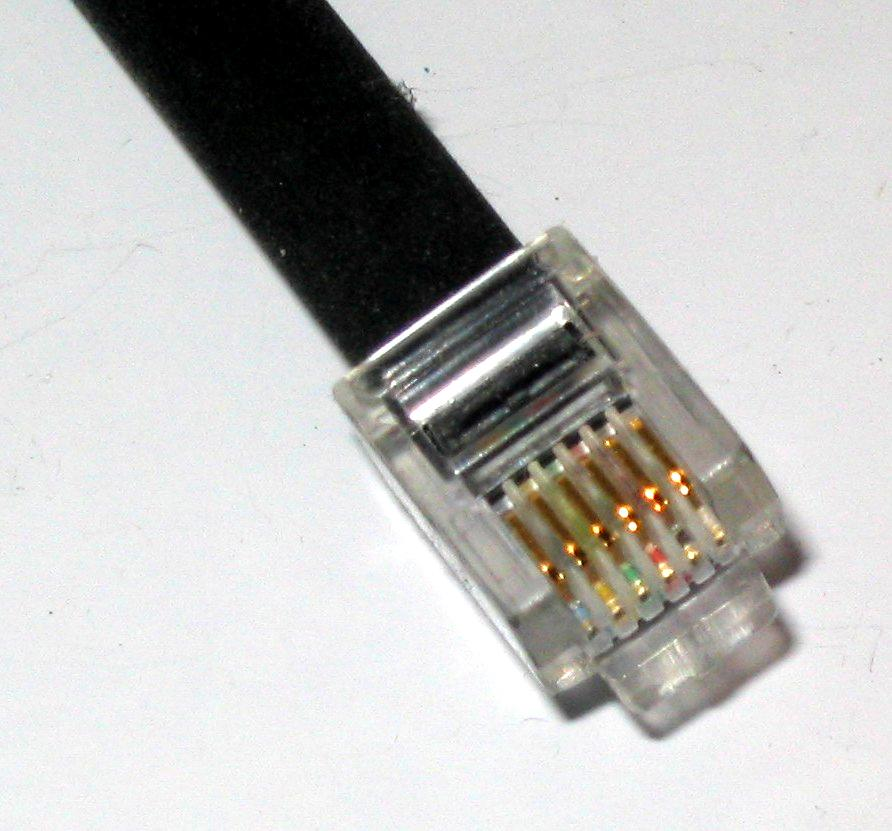
RJ12.

Un connecteur RJ12, également appelé Registered jack 12 utilisé par des appareils téléphoniques fixes. 
Le "RJ12" est un abus de langage pour désigner un connecteur modulaire 6P6C des normes Registered jack qui est similaire à la norme du RJ11 qui utilise un 6P2C.  Sur le "RJ12", six conducteurs sont utilisés comme avec du RJ25, alors que seulement deux le sont sur le RJ11.
Voici ci-dessous une prise "RJ12" femelle pour circuit imprimé.

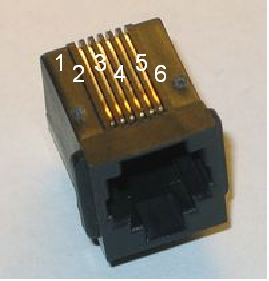
RJ12 femelle.

## Liaison carte PIC, carte ICD
Lorsque l'on relie une carte avec un microcontrôleur PIC avec une carte de débogage ICD, on peut, mais ce n'est pas nécessaire, passer par une liaison utilisant des broches RJ12. On pourrait utiliser d'autres connecteurs, comme DE-9 ou RJ45, ou même un câble plat puisque les distances sont faibles.

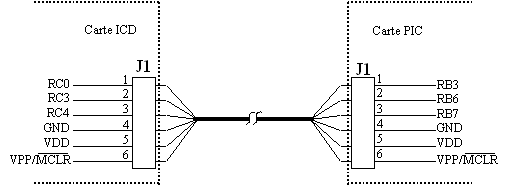
Liaison RJ11.

Sur l'image ci-dessus « J1 » représente la prise RJ12.
ATTENTION : Le câble inverse la numérotation des broches pour les signaux.